# Adolf von Brozowski
Adolf von Brozowski (* 10. Dezember 1823 in Lippstadt; † 15. Mai 1905 in Beuchlitz) war ein preußischer Generalleutnant.

## Leben

### Herkunft
Er war der Sohn des späteren preußischen Generalmajors Wilhelm Fabian von Brozowski (1788–1854) und dessen Ehefrau Henriette Amalie Isabella, geborene Zurhellen (1795–1824).

### Militärkarriere
Brozowski besuchte das Gymnasium in Paderborn und trat am 1. Juli 1840 in das 4. Dragoner-Regiment der Preußischen Armee ein. Daran schloss sich am 14. Januar 1843 mit der Beförderung zum Sekondeleutnant seine Versetzung in das 7. Ulanen-Regiment nach Bonn an. 1849 kam Brozowski mit seinem Regiment während der Niederschlagung der Badischen Revolution bei den Gefechten von Kirchheimbolanden, Durlach und Kuppenheim zum Einsatz. Im Juli 1856 avancierte er zum Premierleutnant und war ab 2. März 1857 zur Dienstleistung als Eskadronführer beim 7. Landwehr-Ulanen-Regiment in Saarbrücken kommandiert. In dieser Eigenschaft wurde Brozowski am 19. Dezember 1857 zum Rittmeister befördert. Am 30. Juni 1859 folgte seine Ernennung zum Eskadronchef im 7. Ulanen-Regiment.
1866 kämpfte Brozowski während des Krieges gegen Österreich in den Schlachten bei Münchengrätz und Königgrätz. Nach dem Friedensschluss wurde er am 30. Oktober 1866 als Major und etatsmäßiger Stabsoffizier in das Husaren-Regiment Nr. 13 nach Hofgeismar versetzt. Daran schloss sich vom 18. November 1868 bis zum 11. Dezember 1869 eine Verwendung im 2. Garde-Dragoner-Regiment an. Anschließend beauftragte man Brozowski mit der Führung des 1. Schlesischen Husaren-Regiments Nr. 4. Am 14. Juli 1870 folgte seine Ernennung zum Regimentskommandeur. Er führte sein Regiment zu Beginn des Krieges gegen Frankreich zunächst in den Kämpfen bei Beaumont und Sedan. Nachdem der bisherige Regimentskommandeur Oberst Hans von Auerswald in der Schlacht bei Vionville gefallen war, wurde Brozowski am 12. September 1870 für die Dauer des mobilen Verhältnisses zum Kommandeur des 1. Garde-Dragoner-Regiments ernannt. In dieser Eigenschaft nahm er an der Belagerung von Paris teil, wurde am 18. Januar 1871 Oberstleutnant und für seine Leistungen mit dem Eisernen Kreuz II. Klasse ausgezeichnet.
Nach dem Vorfrieden von Versailles wurde Brozowski am 25. März 1871 für das Friedensverhältnis als Kommandeur des 1. Garde-Dragoner-Regiments bestätigt. Am 22. März 1873 stieg er zum Oberst auf und wurde am 12. Dezember 1876 unter Stellung à la suite seines Regiments zum Kommandeur der 8. Kavallerie-Brigade in Erfurt ernannt. In dieser Stellung am 18. April 1878 zum Generalmajor befördert, wurde er ein Jahr später Kommandeur der 2. Garde-Kavallerie-Brigade in Potsdam. Am 13. März 1884 wurde Brozowski als Generalleutnant zum Kommandanten von Frankfurt am Main ernannt. Im September 1884 war er während der Herbstübungen des VII. und VIII. Armee-Korps zum Ehrendienst beim Kronprinzen von Schweden kommandiert. Nach Beendigung der Militärmanöver erhielt Brozowski dafür das Großkreuz des Schwertordens. Anlässlich des Ordensfestes 1885 wurde ihm der Stern zum Roten Adlerorden II. Klasse mit Eichenlaub verliehen. Am 18. August 1885 stellte man ihn schließlich unter Verleihung des Kronenordens I. Klasse mit der gesetzlichen Pension zur Disposition.

### Familie
Brozowski verheiratete sich am 25. Juli 1852 in Beuchlitz mit Luise Friederike Hertzog (1828–1909). Aus der Ehe gingen folgende Kinder hervor:
- Edgar (1855–1915), preußischer Leutnant a. D. und Rittergutsbesitzer

⚭ I. 1879 in Kassel (Scheidung 1887) Frieda von Stein-Liebenstein (1860–1932), später verheiratet mit dem Schriftsteller Friedrich von Oppeln-Bronikowski
⚭ II. 1897 in Berlin (Scheidung 1900) Elisabeth Junker (* 1868)
⚭ III. 1913 in Berlin-Wilmersdorf Klara Pajkowski (* 1878)
- Melanie (* 1858) ⚭ in Potsdam 1879 Georg von Geldern-Crispendorf (1855–1939), preußischer Generalleutnant
- Leoni (* 1859)
- Hans (* 1862)